# Moščanci
Ne zamenjujte z naseljem: Moškanjci in Mošanci
Moščanci (madžarsko Musznya, nemško Mostre) so naselje v Občini Puconci.
Moščanci so razloženo naselje v dolini Mačkovskega potoka ob cesti Murska Sobota-Hodoš in na slemenih vzhodno od vasi.